# 池田洋二
池田 洋二（いけだ ようじ、1955年10月18日 - ）は、鳥取県出身のサッカー選手、サッカー指導者。中野区立第六中学校/東京都立鷺宮高等学校/東京学芸大学卒業。

## 来歴
中学時はFW、高校時はセンターバック、高校3年時に東京代表となり関東大会に出場。また、東京都予選の決勝（帝京戦）での活躍により、帝京の古沼貞雄監督の目にとまり　廣瀬龍（帝京）、加藤好男（本郷）らと共に国体東京代表となり順当に勝ち上がるが、準決勝で西野朗（浦和西）を擁する埼玉代表に敗れて全国ベスト4。大学時も大学選抜選手（大学の後輩には久留米高校監督の齋藤登がいる）。
1975年に1985年国体が鳥取県開催に決定し、出身の鳥取県に戻り、小・中・高校の体育教師を務める。ガイナーレ鳥取の前身である鳥取教員団で鳥取国体に挑むが、惜しくもベスト8、翌年の山梨国体において鳥取代表として全国優勝し雪辱する。鳥取県立米子東高等学校監督時代は全国選手権で県勢過去最高成績のベスト8進出。境高校監督・総監督時代には全国選手権出場8回、教え子に丸谷拓也（広島）、住田貴彦（鳥取）らがいる。熱血指導が特長である。
2007年には鳥取県サッカー協会の専務理事に就任し、ガイナーレ鳥取のJリーグ昇格に尽力。翌2008年には日本サッカー協会理事に就任。2012年までSC鳥取ドリームスに所属していた。また、ガイナーレ鳥取ホームゲームでスカパー!の中継の解説者としても活動している。
2018年3月、日本サッカー協会副会長オブザーバー。
2018年9月、日本サッカー協会副会長に就任。

## 略歴
- 米子東高校 サッカー部監督
- 境高校 サッカー部監督
- 米子東高校 副校長
- 鳥取県サッカー協会 専務理事
- 日本サッカー協会 理事/中国地方
- 日本サッカー協会 副会長

## 資格
- 小学校・中学校・高等学校 教員免許